# 1471
1471 (MCDLXXI) a fost un an comun al calendarului iulian, care a început într-o zi de marți.

## Evenimente
- 7 martie: Bătălia de la Soci (lângă Rm. Sărat). Oastea Moldovei, condusă de Ștefan cel Mare, înfrânge oastea munteană condusă de Radu cel Frumos.

## Nașteri
- 21 mai: Albrecht Dürer, pictor, grafician și teoretician german (d. 1528)

## Decese
- 14 martie: Thomas Mallory, 65 ani, scriitor englez (n. 1405)
- 4 mai: Eduard de Westminster, Prinț de Wales, 17 ani, moștenitorul regelui Henric al VI-lea al Angliei (n. 1453)
- 21 mai: Henric al VI-lea al Angliei, 49 ani (n. 1421)
- 26 iulie: Papa Paul al II-lea (n. Pietro Barbo), 54 ani (n. 1417)
- 17 decembrie: Isabela a Portugaliei, Ducesă de Burgundia, 74 ani (n. 1397)